# Kodaline
Kodaline — ирландская рок-группа из Дублина, первоначально известная под названием 21 Demands. Образовалась в 2005 году, сменила своё первое название на Kodaline в 2011 году.

## История группы
Стив и Марк жили по соседству в посёлке Сордс, поэтому знакомы с восьми лет. Друзья учились в одной школе и принимали участие в различных конкурсах исполнителей. Ещё через 6 лет они познакомились с Винсентом, который также жил в Сордсе — тогда и начала формироваться группа 21 Demands. Позже в команду был принят и Джейсон Боленд.

### 2005—2011, 21 Demands
В таком составе группа 21 Demands в ноябре 2006 года участвовала в шоу You’re a Star, транслировавшемся по телеканалу RTÉ One — там они и получили известность. 3 марта 2007 года 21 Demands выпустили собственный сингл под названием «Give Me a Minute», который в марте занял первую строчку в Ирландском чарте (IRMA).

### 2012—2014,In a Perfect World
7 сентября 2012 года группа выпустила свой дебютный мини-альбом — The Kodaline EP. Их песня «All I Want» была выбрана BBC Radio 1 как лучшая песня недели, по мнению Фирн Коттон.
9 декабря 2012 года ВВС сообщили, что Kodaline попали в списки Sound of 2013, где самые известные музыкальные критики ежегодно ищут новые таланты. 17 июня 2013 года Kodaline выпустили свой первый студийный альбом In a Perfect World.
В альбом In a Perfect World входят 11 песен, в том числе и повторно включенные «High Hopes», «All I Want», «Love Like This» и «Pray». В альбоме так же есть и 7 новых песен «One Day», «Brand New Day», «After The Fall», «Big Bad World», «All Comes Down», «Talk» и «Way Back When». В дополненную версию от iTunes альбома включены песни «The Answer», «Perfect World», «Lose Your Mind» и «Latch», с музыкальными видеороликами «All I Want» и «High Hopes». В дополненную CD-версию добавлены живые записи с концерта в Дублине «All I Want», «High Hopes», «Love Like This», «Pray», «All Comes Down» и «The Answer». Их песня «All I Want» использовалась в шоу Catfish на MTV. Песню «All I Want» также можно услышать в 10 серии 5 сезона сериала Дневники вампира и во 2 серии 9 сезона сериала Анатомия страсти.
В апреле 2014 появилась на свет кавер-версия сингла Пола Маккартни «Coming Up (song)» в исполнении Kodaline. Саундтреком к фильму «Виноваты звезды» была выбрана песня «All I Want», а в июле этого же года «Pray» и «High Hopes» прозвучали в трейлерах к фильмам «Рога» и «С любовью, Рози», соответственно.

### 2014—2017,Coming Up For Air
В декабре 2014 года был выпущен новый студийный альбом Coming Up For Air.

### 2017-2018,Politics of Living
Новый сингл под названием «Brother» из третьего студийного альбома был выпущен 23 июня 2017 года.
Третий альбом, носящий название Politics of Living, премьера 28 сентября 2018 года.

### 2020,One Day at a Time
12 июня 2020 года был выпущен четвёртый студийный альбом группы под названием One Day at a Time.

## Состав группы

### Текущий состав
- Стив Гарриган (англ. Steve Garrigan) — вокал, ритм-гитара, мандолина, губная гармоника, клавишные
- Марк Прендергаст (англ. Mark Prendergast) — соло-гитара, бэк-вокал, клавишные
- Винсент "Винни" Мей (англ. Vincent "Vinny" May) — барабаны, перкуссия, бэк-вокал
- Джейсон Боленд (англ. Jason Boland) — бас-гитара, бэк-вокал

### Бывшие участники
- Конор Линнэйн (англ. Conor Linnane) — бас-гитара, бэк-вокал, клавишные (2005-2011)

## Награды
| Год  | Организация | Награды и номинации | Результат |
| ---- | ----------- | ------------------- | --------- |
| 2012 | MTV         | Brand New for 2013  | Номинация |
| 2012 | BBC         | Sound of 2013       | Номинация |
| 2013 | EBBA        | Public Choice Award | Победа    |

## Дискография Kodaline

### Студийные Альбомы
- In the Perfect World (2013)
- Coming Up For Air (2015)
- Politics Of Living (2018)
- One Day at a Time (2020)
- Мини-альбомы
- The Kodaline — EP (2012)
- The High Hopes EP (2013)
- Love Like This EP (2013)
- Brand New Day EP (2013)
- One Day EP (2014)